# 1912년 하계 올림픽 다이빙
1912년 하계 올림픽 다이빙 경기는 1912년 7월 6일부터 15일까지 스웨덴 스톡홀름에서 열렸다. 여자 다이빙이 이 대회에서 올림픽 종목으로 처음 채택되었다.

## 경기 결과
국제올림픽위원회 기록에 따르면 세부종목은 10m 플랫폼 남녀 종목, 2m 스프링보드 남자 종목, 플레인하이 남자 종목으로 나뉘어 치러졌다. 다만 대회 공식 보고서에서는 '플레인 버라이어티 다이빙 종합 / 스프링보드 다이빙 / 하이 (플레인) 다이빙' (Plain and Variety Diving combined, Spring-board Diving and High (plain) Diving)이란 이름으로 기록되었다. 플레인하이 종목은 10m, 5m 플랫폼 다이빙 경기로 구성되었으며 스프링보드 종목은 3m, 1m 스프링보드에서 각각 치러졌다.

### 남자
| 종목                     | 금                    | 은                    | 동                      |
| ------------------------ | --------------------- | --------------------- | ----------------------- |
| 3m 스프링보드 자세히     | 파울 귄터 (GER)       | 한스 루버 (GER)       | 쿠르트 베렌스 (GER)     |
| 10m 플랫폼 자세히        | 에리크 알데르스 (SWE) | 알베르트 취르너 (GER) | 구스타프 블롬그렌 (SWE) |
| 플레인 하이다이빙 자세히 | 에리크 알데르스 (SWE) | 햘마르 요한손 (SWE)   | 욘 얀손 (SWE)           |

### 여자
| 종목              | 금                  | 은                | 동                  |
| ----------------- | ------------------- | ----------------- | ------------------- |
| 10m 플랫폼 자세히 | 그레타 요한손 (SWE) | 리사 레그넬 (SWE) | 이자벨 화이트 (GBR) |

## 참가국
총 10개국 57명의 선수 (남자 43명, 여자 14명)이 참가하였으며 이 가운데 남자 선수를 출전시킨 국가는 9개국, 여자 선수를 출전시킨 국가는 3개국이었다.
- 오스트리아 (1) (남자 0명 여자 1명명)
- 캐나다 (2) (남자 2명 여자 0명명)
- 핀란드 (6) (남자 6명 여자 0명)
- 독일 (4) (남자 4명 여자 0명)
- 영국 (3) (남자 2명 여자 1명)
- 이탈리아 (1) (남자 1명 여자 0명)
- 노르웨이 (3) (남자 3명 여자 0명)
- 러시아 (1) (남자 1명 여자 0명)
- 스웨덴 (34) (남자 22명 여자 12명)
- 미국 (2) (남자 2명 여자 0명)

## 메달 순위
| 순위       | 나라       | 금 | 은 | 동 | 합계 |
| ---------- | ---------- | -- | -- | -- | ---- |
| 1          | 스웨덴     | 3  | 2  | 2  | 7    |
| 2          | 독일       | 1  | 2  | 1  | 4    |
| 3          | 영국       | 0  | 0  | 1  | 1    |
| 합계 (3개) | 합계 (3개) | 4  | 4  | 4  | 12   |

## 참고 문헌
- 국제 올림픽 위원회 - 1912년 하계 올림픽 다이빙 경기 결과 (영어)
- (영어) “Diving at the 1912 Stockholm Summer Games”. sports-reference.com. 2009년 6월 30일에 원본 문서에서 보존된 문서. 2014년 3월 5일에 확인함.

| 올림픽 다이빙 |                                         |                 |
| 이전 대회     | 1912년 하계 올림픽 다이빙 스톡홀름 1912 | 다음 대회       |
| 런던 1908     | 1912년 하계 올림픽 다이빙 스톡홀름 1912 | 안트베르펜 1920 |